# Nyodes makokoui
Nyodes makokoui är en fjärilsart som beskrevs av Bernard Laporte 1970. Nyodes makokoui ingår i släktet Nyodes och familjen nattflyn. Inga underarter finns listade i Catalogue of Life.